# SCH (rappeur)
Pour les articles homonymes, voir Sch.
SCH, de son vrai nom Julien Schwarzer, est un rappeur et chanteur français, né le 6 avril 1993 à Marseille (Bouches-du-Rhône).
Son identité musicale se caractérise notamment par une voix grave et calme, l'utilisation de thèmes tels que la mort, l'amour, l'amitié ou la richesse, des références aux films d'horreur et de gangsters ainsi que des instrumentaux trap ou cloud rap.

## Biographie

### Jeunesse
Julien Schwarzer, naît le 6 avril 1993 dans le quartier Saint-Barnabé dans le 12e arrondissement de Marseille d'un père routier prénommé Rudolph Otto Schwarzer et d'une mère infirmière. Son grand-père paternel est originaire de Berlin. Il a une grande sœur. Aux alentours de 10 ans, il emménage à Aubagne dans le quartier de La Louve. Il écrit ses premiers textes à l'âge de 13 ans.

### Carrière

#### Début
SCH dit appartenir à la génération d'Eminem et 50 Cent mais reconnaît aussi l'influence des disques de son père, comme Joe Dassin ou Elton John.
Il commence le rap vers 12 ans après avoir vu le film 8 Mile qu'il qualifie de « traumatisant », sous le pseudonyme « Schneider », en postant ses premières chansons sur un Skyblog. La veille d'une épreuve du baccalauréat, il est agressé à coup de tesson de bouteille et sera recalé. Il entre par la suite en section professionnelle Technicien du froid et du conditionnement de l'air et enchaîne les petits boulots.
Il opte en 2014 pour « SCH » : les trois lettres initiales de son premier alias (« Schneider ») comme de son nom de famille (« Schwarzer »). Il se fait connaître en 2015 en apparaissant sur la mixtape R.I.P.R.O. Volume I de Lacrim, sur les titres 6,35 et Millions.

#### A7: début du succès (2015)
Le 13 novembre 2015, SCH sort sa première mixtape intitulée A7. Les 8 premières chansons sont produites par Katrina Squad – composé des beatmakers toulousains Guilty et DJ Ritmin. L'autre moitié d'A7 est produite par DJ Kore. L'artiste est alors signé dans le label Braabus Music, en licence chez Def Jam France.
Le projet compte 14 titres dont deux sont collaboratifs, un avec Lacrim et un avec Sadek et Lapso Laps. Il évoque des thématiques comme la violence, l'alcool, la drogue, la précarité. Il s'ancre aussi dans un univers mafioso, notamment avec le morceau Gomorra, qui fait référence à la série du même nom et dont le clip a été tourné à Naples, dans le quartier de Scampia, où la mafia napolitaine est fortement implantée. Sur la pochette de l'album, SCH fait un doigt d'honneur, gestuelle qu'il reprend très régulièrement, et évoque lui-même une référence au film Blow, sorti en 2001.
Le 24 novembre 2015, SCH sort le morceau bonus Morpheus, ne figurant pas sur le projet, pour remercier ses fans des bonnes ventes de la mixtape lors de sa première semaine d'exploitation. La mixtape est certifiée disque d'or en mars 2016 puis double disque de platine (mai 2016).

#### Anarchie(2016)
Le 27 mai 2016, SCH publie son premier album studio : Anarchie,. Les titres qui y figurent sont produits globalement par DJ Kore, avec des compositions de DJ Bellek, Tshek, Double X, Mr Punisher et Ozhora Miyagi. Anarchie contient en outre un feat avec le rappeur italien, Sfera Ebbasta, Cartine Cartier. Le morceau figure également sur l'album Sfera Ebbasta du rappeur lombard sorti en septembre 2016. L'album bat les records de ventes dès sa première semaine en écoulant 25 000 copies ; certifié disque d'or puis disque de platine en septembre 2016. Il est officiellement certifié double disque de platine en septembre 2020, soit quatre ans et quatre mois après sa sortie. Il s'est écoulé au total à plus de 210 000 exemplaires.
Dans le clip du titre Anarchie qui ouvre l'album éponyme, on peut voir SCH dans un bain de sang, en référence au clip du morceau 3 a.m. d'Eminem. Cet album évoque les inspirations diverses du rappeur, tel que le morceau Je la connais, ouvertement inspiré de Hotline Bling de Drake, ou encore le titre Le doc, clin d'œil au titre Viens voir le docteur de Doc Gynéco.

#### Deo Favente(2017)
Fin 2016, le rappeur quitte Def Jam France pour Millenium, la division rap de Capitol Music France, et publie le titre 6.45i (produit par Tshek et Kore) qui sera le premier extrait de l'album Deo Favente. SCH retarde la sortie du single Poupée Russe du fait de l'attentat du 20 avril 2017 sur l'avenue des Champs-Élysées, par respect pour la famille de la victime.
Deo Favente, le deuxième album de SCH, sort le 5 mai 2017. SCH perd son père durant la promotion de l'album, figure importante et récurrente dans la musique du rappeur marseillais, comme dans le titre La nuit. L'album sera certifié disque d'or fin mai puis disque de platine en septembre, soit quatre mois après sa sortie. Quelques jours après la parution de Deo Favente, SCH est accusé d'avoir plagié la chanson Down de la rappeuse britannique Paigey Cakey sur son titre Ça va,.
En janvier 2018, il quitte Braabus Music pour fonder son propre label : Maison Baron Rouge en licence chez Rec 118 (Warner Music France).

#### JVLIVS(2018)
Le 19 octobre 2018, SCH publie son 3e album studio : JVLIVS, le premier tome d'une trilogie reprenant des thématiques telles que le grand banditisme, la pauvreté, la paternité et l'amitié. Le projet est principalement produit par Katrina Squad. Tout au long de l'album, des instrumentales ainsi que trois interludes récitées par José Luccioni, voix française d'Al Pacino, renvoient à l'imaginaire mafieux, plongeant l'auditeur dans une atmosphère sombre et mélancolique. L'album ne comprend qu'un seul featuring, avec Ninho, sur le titre Prêt à partir.
C'est le premier album à paraître sous son label Maison Baron Rouge. L’album est certifié disque d’or moins d’un mois après sa sortie. En avril 2019, soit six mois après sa sortie, JVLIVS est certifié disque de platine.

#### Rooftopet13'Organisé(2019-2020)
Le 7 novembre 2019, le rappeur présente le clip de R.A.C, premier extrait de son prochain album Rooftop dont la publication est prévue pour le 29 novembre. Sur ce projet, il collabore avec des artistes tels que Capo Plaza, Ninho, Rim'K, Gims, Soolking ou encore Heuss l'Enfoiré. Il annonce dans la foulée la première signature de son label Maison Baron Rouge, Dospunto, un duo de la région parisienne. Une semaine après sa sortie, l'album comptabilise 25 135 ventes. Il est certifié disque d'or en atteignant les 50 000 ventes trois semaines après sa sortie, puis disque de platine en juillet 2020, soit sept mois après sa sortie. Le rappeur évoque lui-même le besoin de publier cet album avant le deuxième tome de JVLIVS, afin de rompre temporairement avec le storytelling.
Durant l'année 2020, SCH ne publie aucun morceau en solo mais multiplie les collaborations avec de nombreux artistes comme Rim'K, Koba LaD, Fianso, Naps, DA Uzi, Twinsmatic, RK, Zola, Lefa, Naza ainsi qu'avec les groupes Guirri Mafia et 13 Block. Il participe également au projet musical du rap marseillais 13'Organisé, à l'initiative de Jul, étant présent sur quatre titres dont le single Bande organisée ayant rencontré un grand succès. En effet, le 15 août 2020, sort le clip Bande organisée avec SCH, Kofs, Jul, Naps, Soso Maness, Elams, Houari et Solda, qui est visionné plus de 7 millions de fois en quatre jours et qui rentre dans le Top 200 puis dans le Top 100 mondial de la plateforme Spotify. Le titre devient également le single de platine et le single de diamant le plus rapide de l'histoire de la musique française,. Le titre bat aussi le record du titre français qui atteint le plus rapidement les 100 millions de vues sur YouTube. L'album collaboratif est lui certifié disque d'or deux semaines après sa sortie puis disque de platine début décembre, soit deux mois après sa sortie. Il collabore également en décembre avec Jul sur l'album Loin du monde de ce dernier sur le single M*ther F**k.

#### JVLIVS IIetLe Classico organisé(2021)
Le 19 mars 2021, SCH sort l'album JVLIVS II, qui fait suite au premier tome JVLIVS, sorti en 2018. L'album est disponible en précommande en deux éditions faisant référence à deux villes portuaires de la Mer Méditerranée : Gibraltar et Marseille, le site dédié à cette occasion rencontrant même des problèmes techniques en raison du nombre important de commandes.
Le tome 2 s'intitule Marché Noir, tout comme le premier extrait de l'album, qui sort le 4 février. Le 19 février 2021, l'artiste annonce sur ses réseaux la date de sortie de JVLIVS II : le 19 mars 2021. Il donne aussi un aperçu de la cover de l'album. Le 4 mars 2021, il dévoile la tracklist de l'album qui contient dix-neuf titres dont deux featurings, avec Freeze Corleone et Jul, ainsi que le morceau Parano, composé par le pianiste Sofiane Pamart. Le 15 mars 2021, le deuxième single de l'album Loup Noir sort sur toutes les plateformes de streaming. SCH dévoile également une version de ce titre sur la chaîne Youtube COLORS.
En quatre jours, l'album est certifié disque d'or. Au total, sur sa première semaine d'exploitation, l'album totalise 63 851 exemplaires vendus, signant le meilleur démarrage de la carrière de SCH. À la mi-avril, l'album est certifié disque de platine. L'album devient double disque de platine en septembre de la même année, soit six mois après sa sortie, puis triple disque de platine en septembre 2022, soit un an et demi après sa sortie.
En novembre 2021, il participe au projet collectif Le Classico organisé. Il apparaît notamment dans le clip du morceau éponyme.
Quelques jours plus tard, SCH annonce sa tournée JVLIVS TOUR 2022 pour 2022 en France. 15 dates sont prévues partout dans le pays, il se produira notamment au Zénith de Paris et, en 2023 au palais omnisports de Paris-Bercy ainsi qu'au Stade Vélodrome de Marseille,.
Grâce à JVLIVS II, SCH remporte ses premières distinctions dans le monde musical. Il gagne ainsi le prix de l'artiste masculin de l'année lors de la cérémonie du W9 d'or 2021. Lors de la 37e édition des Victoires de la musique, SCH remporte le prix de l'album le plus streamé d'un artiste masculin.
Netflix annonce en octobre 2020 que SCH, aux côtés de Shay et Niska, sera membre du jury de l'adaptation francophone de son émission américaine Rhythm + Flow, intitulée Nouvelle École, le rappeur s'occupant des candidatures pour la ville de Marseille,,. Nouvelle École, initialement prévue pour 2021, sort finalement le 9 juin 2022, révélant 4 premiers épisodes. SCH se découvre alors dans un nouveau rôle, celui de jury et est d'abord chargé des auditions dans la ville de Marseille durant les deux premiers épisodes, pour lesquelles il est accompagné entre autres de JuL, de Soso Maness, de L'Algérino et de Naps. Les épisodes suivants se déroulent ensuite à Paris, en présence des autres jurés pour des exercices différentes permettant d'évaluer et de sélectionner les candidats (freestyle, battle...).

#### Autobahn(2022-2023)

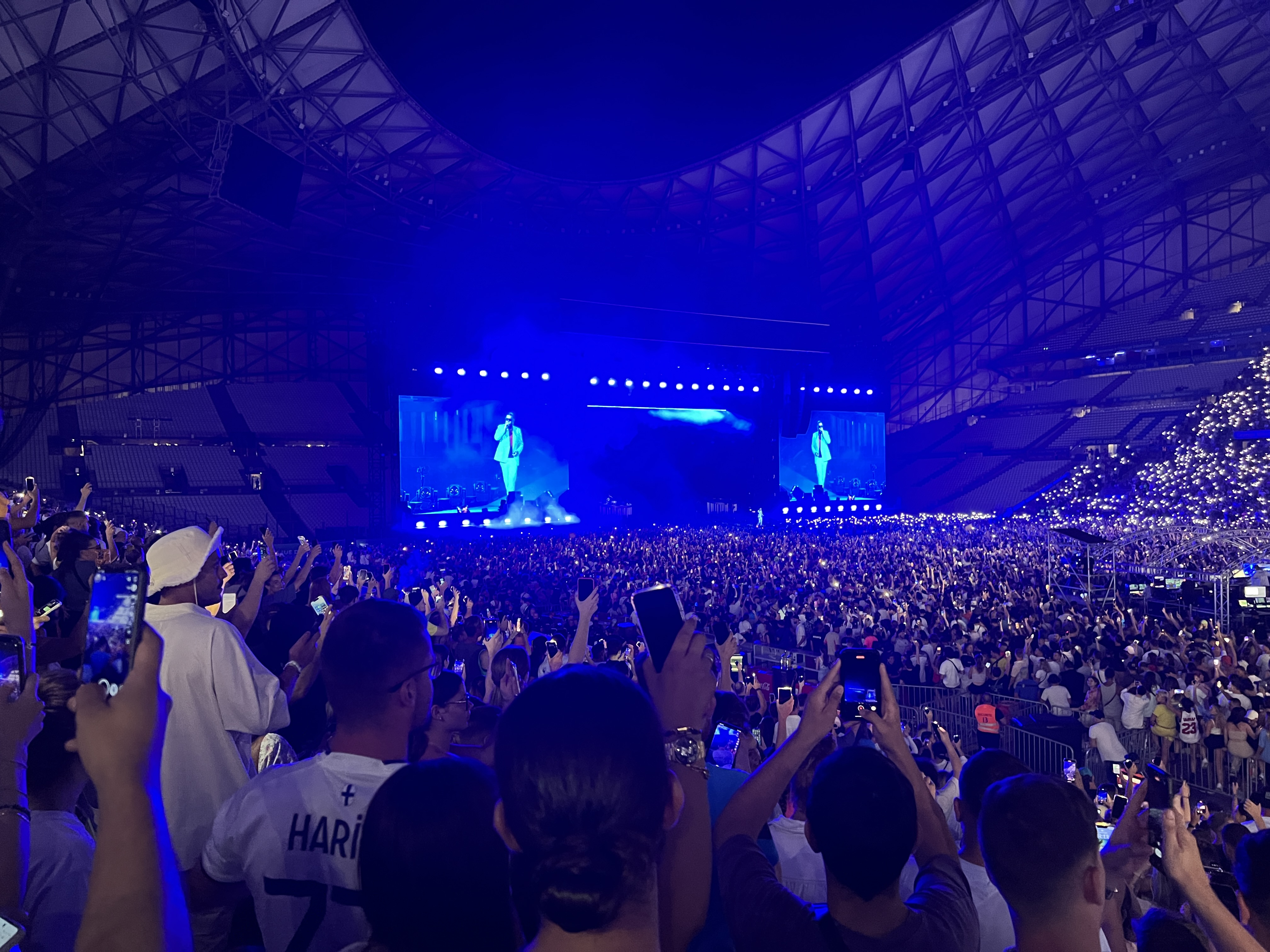
Concert au Stade Vélodrome en juillet 2023.

Le 18 novembre 2022, il sort sa deuxième mixtape Autobahn. Elle s'écoule à 16 206 exemplaires en trois jours. Elle est ensuite certifiée disque d'or début mars 2023, puis disque de platine en juin de la même année. Le 24 mai 2023, alors qu'il se produit sur la scène de Bercy, SCH est rejoint par Laylow. Ensemble, ils chantent alors un morceau inédit, qui est dans la foulée disponible sur la réédition de la mixtape, de même que trois autres titres, qui étaient alors uniquement disponibles sur des versions physique de l'album.
Le 22 juillet 2023, SCH effectue un concert au stade Orange Vélodrome. Le concert sera diffusé sur France 2. Plusieurs artistes seront invités, comme PLK, Hamza, Sofiane Pamart, Unknown-T ainsi que tous les artistes présents sur le titre Bande Organisée: Jul, Kofs, Naps, Soso Maness, Elams, Solda et Houari. Lors du concert, Squeezie arrive sur la scène dans une Formule 4 pour annoncer la participation de SCH et Soso Maness au GP Explorer 2, la deuxième édition d'une course de Formule 4 organisée par le youtubeur. Les deux rappeurs marseillais représenteront l'écurie Samsung.

#### JVLIVS Prequel(2024)
En avril 2024, SCH annonce la sortie de JVLIVS Prequel : Giulio, teasé par des actes de naissance et de baptême d'un certain Giulio. Ce troisième opus de JVLIVS en est la version 0, racontant l'enfance du personnage, ce qui a lieu avant JVLIVS I.

#### JVLIVS III(2024)
Le 17 octobre 2024, il sort le clip de Batterie vide, l'outro du prequel. En parallèle, il indique sur les réseaux qu'il donne rendez-vous le 30 octobre à ses fans sans en dire davantage. Le 22 du même mois, il déclare qu'il s'agit de la sortie du titre Stigmates. Le 26 octobre, il annonce le projet JVLIVS III : Ad Finem sans date de sortie mais dont les précommandes débuteront le 30 octobre, date de sortie de Stigmates, qui s'avère être le premier single de l'album,. Le 28 novembre il sort une session live de La pluie, deuxième extrait du projet. Finalement le projet sort le 6 décembre et contient 18 titres dont 1 intro et 2 interlude auxquels s'ajoutent Hell's Angel, un bonus exclusif aux versions physique. On peut également y voir la présence de 2 collaboration dont sa deuxième avec Sfera Ebbasta et sa première avec Damso. Ainsi il conclut cette trilogie après 3 tomes et un prequel.

## Tentative d'assassinat
Le 26 août 2024 au petit matin, une fusillade à l'arme lourde a lieu sur la route dans le quartier du Grand Travers, à Mauguio-Carnon, à la suite d'un showcase du rappeur dans une discothèque de La Grande-Motte, un kilomètre plus loin. Quatre personnes sont dans le véhicule d'où partent les tirs. Ceux-ci font un mort, le passager, et un blessé dont le pronostic vital est engagé, le chauffeur du véhicule. Tous deux font partie de l'entourage du rappeur. SCH est a priori visé, mais a changé de voiture à la fin de sa prestation, ce qui lui a possiblement sauvé la vie. Une enquête est ouverte,. 
Le 7 décembre, Nicolas Bessone, procureur de la République de Marseille, révèle de nouveaux éléments sur les événements du 26 août. La DZ Mafia est officiellement mise en cause et 22 personnes sont mises en examen pour assassinat en bande organisée, tentative d’assassinat en bande organisée et vol en bande organisée. La DZ Mafia avait exercé des tentatives d'extorsion sur SCH, et celui-ci avait refusé de payer les sommes demandées,.

## Discographie

### Albums studio
- 2016 : Anarchie
- 2017 : Deo Favente
- 2018 : JVLIVS : Tome 1 - Absolu
- 2019 : Rooftop
- 2021 : JVLIVS : Tome 2 - Marché Noir
- 2024 : JVLIVS : Prequel - Giulio
- 2024 : JVLIVS : Tome 3 - Ad Finem

### Mixtape
- 2015 : A7
- 2022 : Autobahn

## Publicité
- 2024 : Uber Eats[78]

## Distinctions
| Année | Cérémonie               | Travail nommé            | Catégorie                                   | Résultat |
| ----- | ----------------------- | ------------------------ | ------------------------------------------- | -------- |
| 2021  | W9 d'or                 | SCH                      | Artiste masculin de l'année                 | Lauréat  |
| 2022  | Victoires de la musique | JVLIVS II                | Album le plus streamé d'un artiste masculin | Lauréat  |
| 2024  | Les Flammes             | SCH à l'Orange Vélodrome | Flamme du concert de l'année                | Lauréat  |
| 2025  | Les Flammes             | Prequel                  | Flamme du morceau performance rap           | Lauréat  |
| 2025  | Les Flammes             | Stigmates                | Flamme du clip de l'année                   | Lauréat  |
| 2025  | Les Flammes             | JVLIVS III : Ad Finem    | Flamme de la cover d'album de l'année       | Lauréat  |